# Buvattnet, Dalsland
Buvattnet är en sjö i Säffle kommun och Åmåls kommun i Dalsland och ingår i Göta älvs huvudavrinningsområde. Sjön är 24,5 meter djup, har en yta på 1,55 kvadratkilometer och är belägen 96,1 meter över havet. Sjön avvattnas av vattendraget Kasenbergsån.

## Delavrinningsområde
Buvattnet ingår i det delavrinningsområde (656641-132021) som SMHI kallar för Utloppet av Buvattnet. Medelhöjden är 125 meter över havet och ytan är 10,33 kvadratkilometer. Det finns inga avrinningsområden uppströms utan avrinningsområdet är högsta punkten. Kasenbergsån som avvattnar avrinningsområdet har biflödesordning 3, vilket innebär att vattnet flödar genom totalt 3 vattendrag innan det når havet efter 206 kilometer. Avrinningsområdet består mestadels av skog (74 procent). Avrinningsområdet har 1,63 kvadratkilometer vattenytor vilket ger det en sjöprocent på 15,7 procent.